# Glenea montivaga
Glenea montivaga é uma espécie de besouro da família Cerambycidae. Foi descrita por Charles Joseph Gahan em 1909. É conhecida a sua existência na Uganda e na República Democrática do Congo.